# Leioproctus coloratipes
Leioproctus coloratipes är en biart som först beskrevs av Cockerell 1933.  Leioproctus coloratipes ingår i släktet Leioproctus och familjen korttungebin. Inga underarter finns listade i Catalogue of Life.